# Francken (familia de pintores)

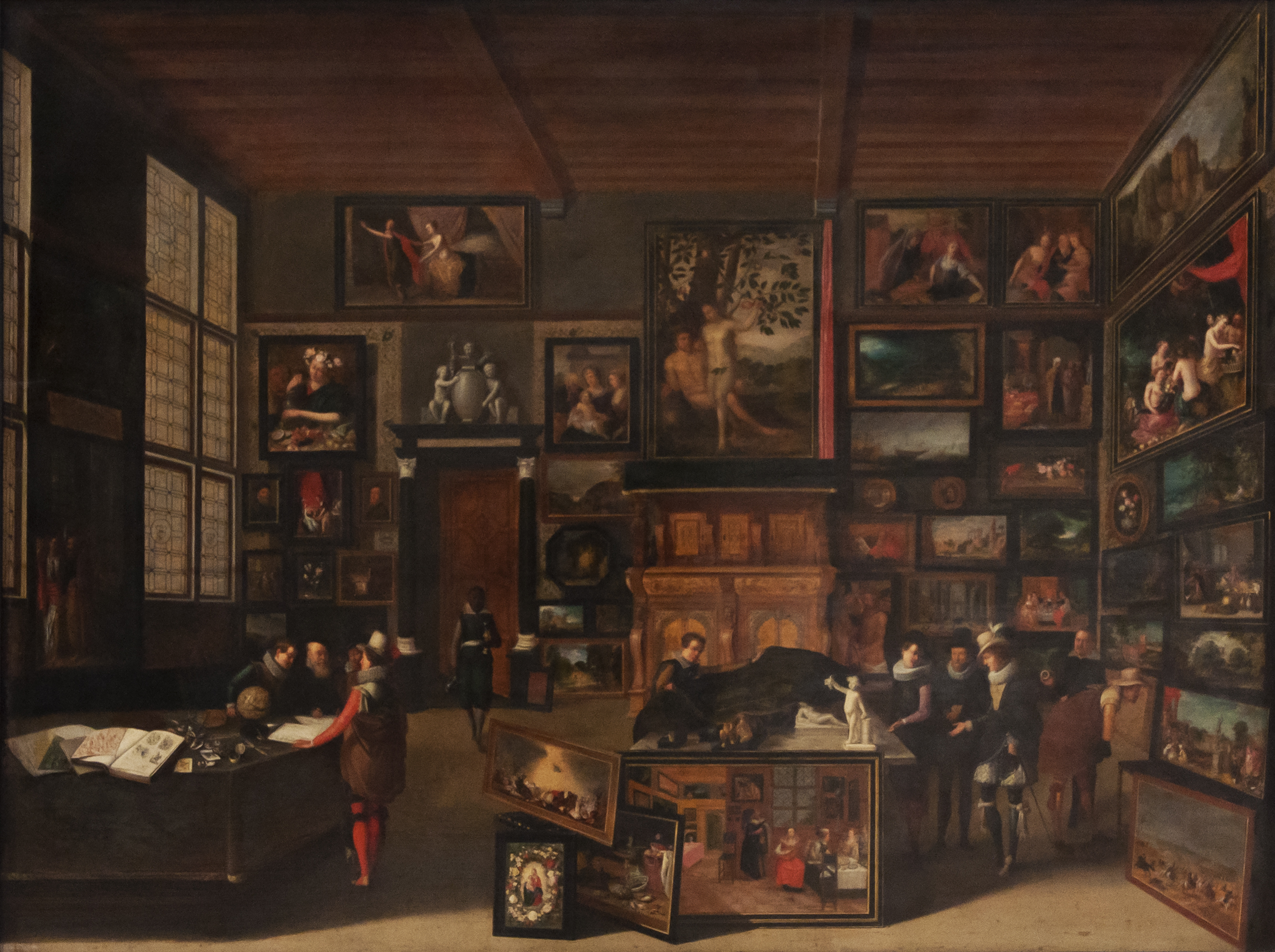
El gabinete de un coleccionista de arte, por Hieronymus Francken II, 1621

La familia Francken fue una familia de artistas cuyos miembros trabajaron principalmente en Amberes en los siglos XVI y XVII. Muchos de los miembros de más de tres generaciones tuvieron los mismos nombres Frans, Hieronymus y Ambrosius. Si bien esto pudo haber sido efectivo en su momento como método de mercadeo al garantizar la continuidad de la empresa familiar, el legado de hoy existe cierta confusión en la atribución de pinturas entre los distintos miembros de la familia porque a menudo no difieren mucho en estilo o ejecución. La confusión se ve agravada por las prácticas de la firma de algunos miembros de la familia: cuando el hijo de Frans I, Frans II llegó a adulto y empezó a firmar pinturas, Frans I empezó a añadir 'el anciano' a su firma para distinguirse de su hijo, que luego firmó sus obras como "el más joven". Esto sucedió nuevamente en la siguiente generación cuando el hijo de Frans II, Frans III, llegó a adulto. Luego, Frans II comenzó a firmar sus trabajos con el anciano, mientras que Frans III usó  Frans el más joven. 

## Nicolaes Francken

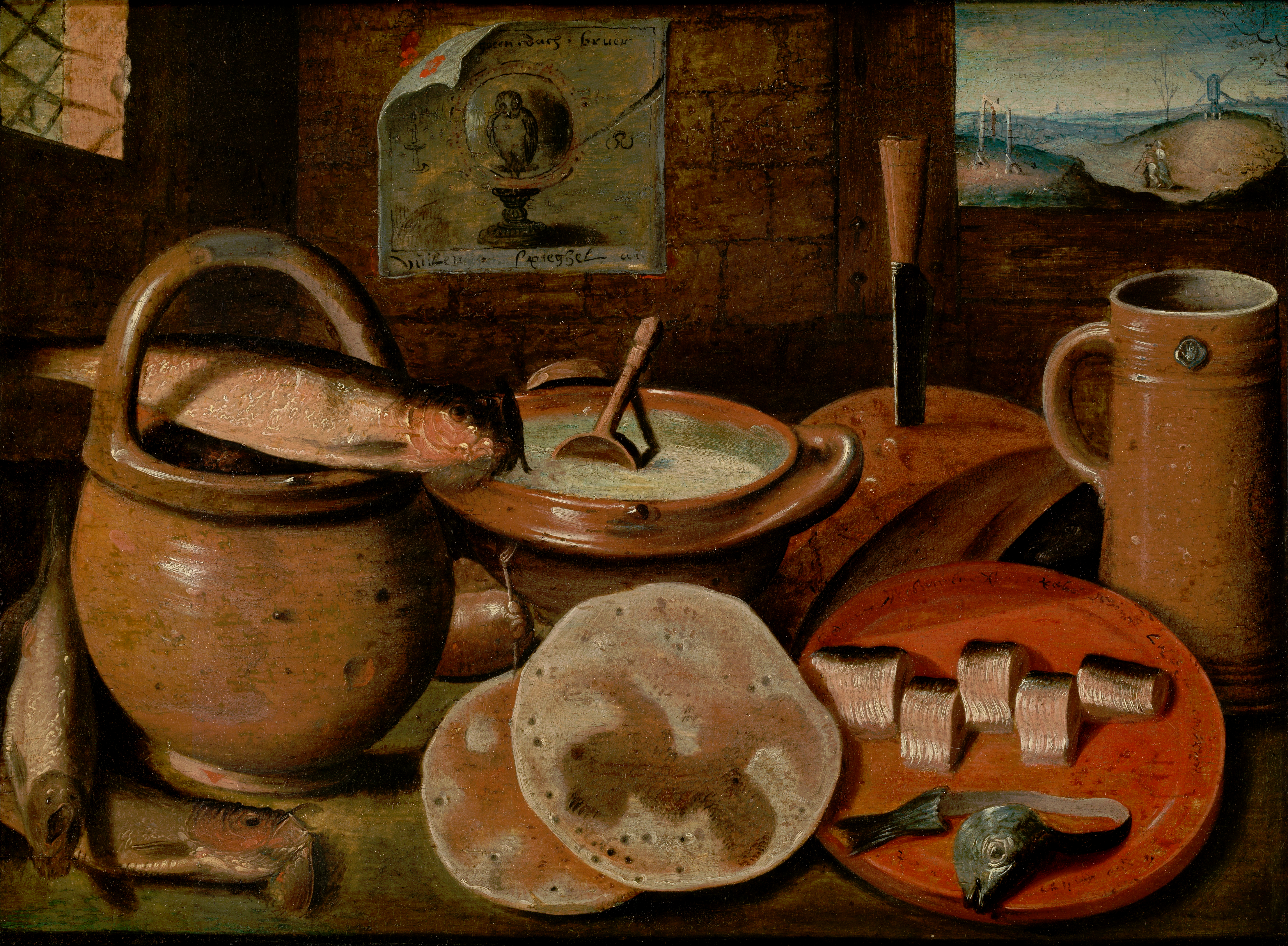
La cena del pobre, por Hieronymus Francken (II)

El fundador de la dinastía de pintores fue Nicolaes Francken, también conocido como 'Nicolaes Francken van Herentals' cuando nació hacia 1520 en la ciudad de Herentals antes de mudarse a Amberes hacia 1580 Estaba casado con Lucia van de Broeck de Mechelen con quien tuvo cinco hijos. Nicolaes estuvo activo en Amberes, donde murió en 1596. Ninguna de sus obras ha sobrevivido.

## Hijos de Nicolaes
Nicolaes Francken tuvo tres hijos que se convirtieron en pintores después de aprender con su padre y Frans Floris: 
- Hieronymus I (ca. 1540 – 1610): se convirtió en pintor de la corte en Francia. 
  - La pintora de historia y género Isabella Francken probablemente fue su hija.
- Frans I (1542 – 1616): fue un destacado pintor de la Contrarreforma en Amberes.
- Ambrosio I (1544 – 1618): se hizo conocido por sus obras religiosas y alegorías históricas pintadas en un estilo manierista tardío.

## Hijos de Frans I
Frans formó a cuatro hijos en su profesión: 

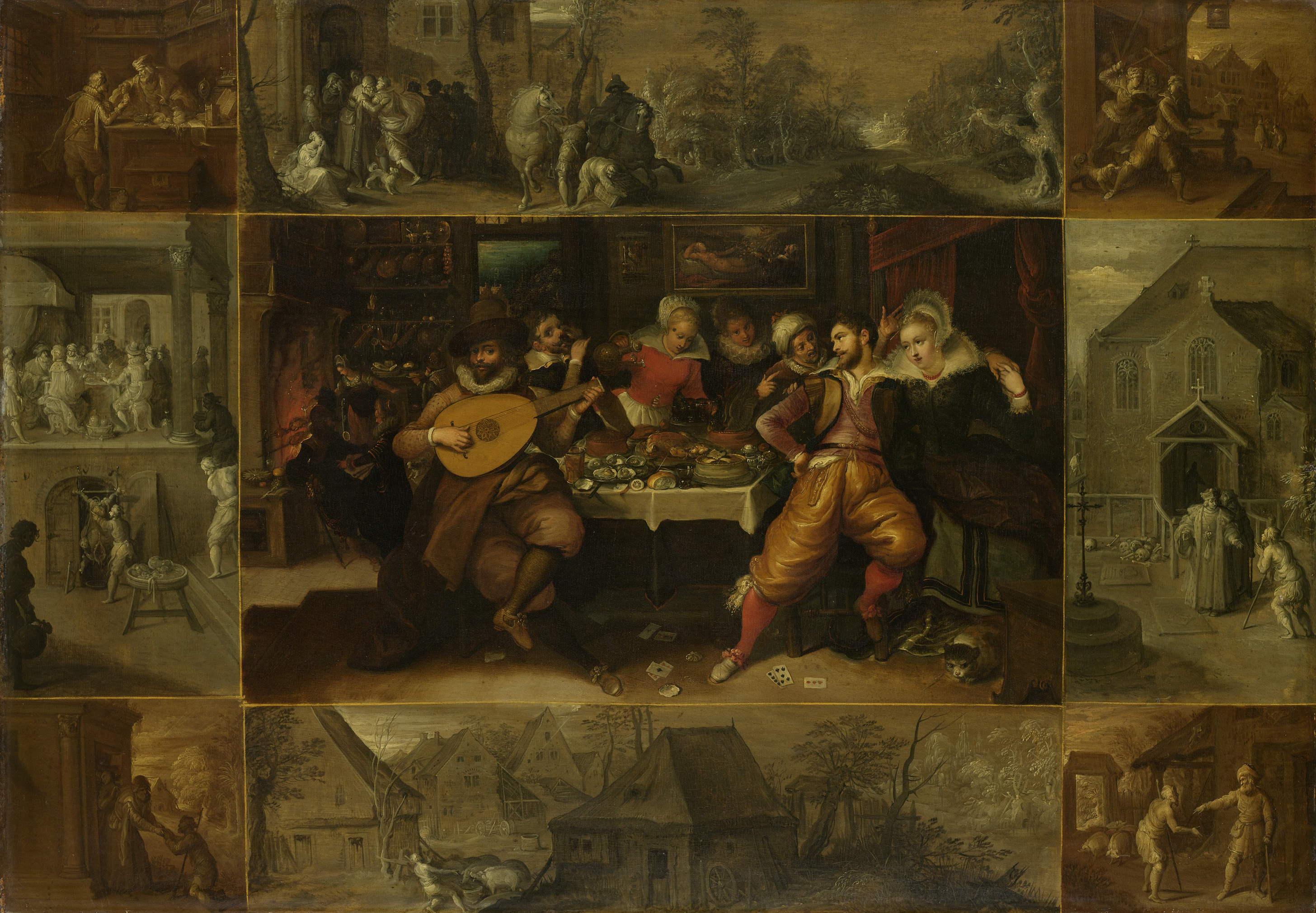
La parábola del hijo pródigo, por Frans Francken II, c. 1610

- Thomas Francken (1574 – 1625): estuvo activo en Amberes c. 1600 - 1610 y tuvo numerosos alumnos.[3]
- Hieronymus II (1578-1623): se formó con su padre y contribuyó de manera importante al desarrollo de la pintura de género flamenca.
- Frans II (1581 - 6 de mayo de 1642): se formó con su padre y se convirtió en uno de los miembros más destacados de la familia de artistas Francken. Desempeñó un papel importante en el desarrollo del arte flamenco en la primera mitad del siglo XVII a través de sus innovaciones en la pintura de género y la introducción de nuevos temas.
- Ambrosius II (después de 1581-1632): se entrenó con su padre y trabajó en Amberes.

## Próxima generación
Frans Francken III (1607-1667) es el último Frans Francken que disfrutó de reputación artística. Ingresó en el gremio de Amberes en 1639 y murió en Amberes en 1667. Su práctica se limitaba principalmente a agregar figuras a las piezas arquitectónicas o paisajísticas de otros artistas. Frans III a menudo introdujo personas en las obras de Pieter Neefs el Joven. Sus pinturas históricas siguen el estilo de su padre en general, pero también muestran una fuerte influencia del estilo de Rubens. Como resultado, Frans Francken III fue llamado a veces  'Rubensschen Francken' (el 'Rubensian Francken'). Frans III tenía un hermano Hieronymus Francken III (1611-1671), cuyo hijo Constantijn Francken (1661-1717) fue el último pintor de la familia.